# Phaethornis bourcieri
El ermitaño piquirrecto (en Colombia y Ecuador) (Phaethornis bourcieri), también denominado ermitaño de pico recto (en Perú), ermitaño picudo (en Colombia) o ermitaño picorrecto (en Venezuela), es una especie de ave apodiforme de la familia Trochilidae, perteneciente al numeroso género Phaethornis. Algunos autores sostienen que se trata de dos especies separadas. Es nativo de América del Sur, en el escudo guayanés y en la cuenca del Amazonas noroccidental.

## Distribución y hábitat
Se distribuye por la región del escudo guayanés del sureste de Venezuela, Guyana, Surinam, Guayana francesa y noreste de Brasil; también en el norte de la cuenca amazónica de Brasil, sureste de Colombia, este de Ecuador,  noreste de Perú y oeste de la Amazonia brasileña; con una población aislada al sur de la Amazonia brasileña, en el bajo río Tapajós.
Esta especie es considerada común en sus hábitats naturales: los sotobosques de selvas húmedas de terra firme, y bosques adyacentes semi-caducifolios y pre-montanos, hasta los 400 m de altitud, e incluso hasta los 1600 m, en la región del Pantepui, al suroriente de Venezuela. Ocasionalmente en los bordes del bosque, enmarañados de bambú, bosques de várzea, crecimientos secundarios y plantaciones.

## Descripción
En promedio mide 12 cm de longitud y pesa 4,3 g. El dorso presenta matices de color, desde bronce opaco hasta verde cobrizo, con las plumas del obispillo con márgenes cremas. Remeras y caudales apizarradas o negruzcas; timoneras centrales blancuzcas abajo. Las partes inferiores son de color gris claro con matices crema, con el abdomen más claro. El pico es recto, de 33 mm, con la mandíbula roja amarillenta y punta negra.

## Sistemática

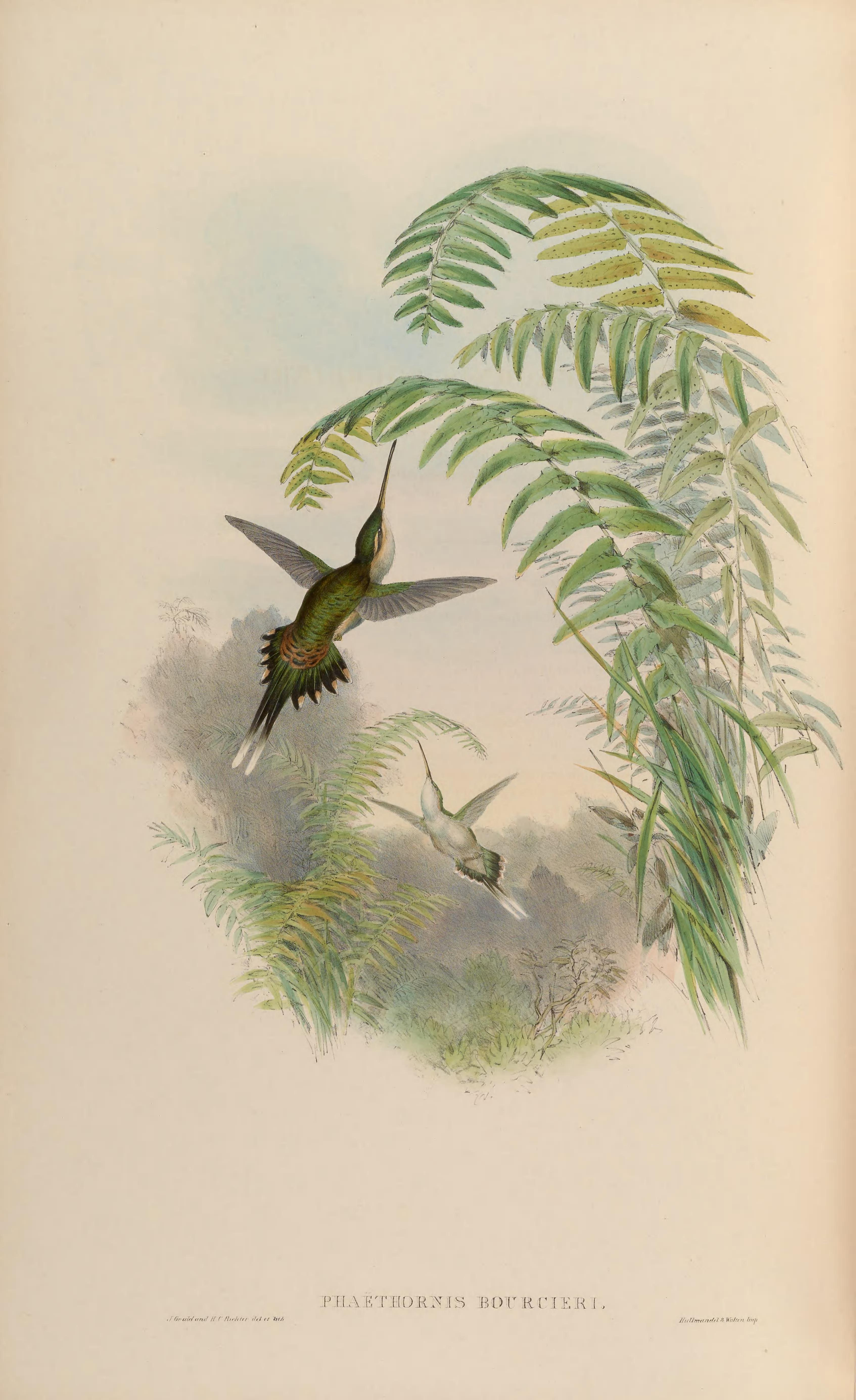
Phaethornis bourcieri, ilustración de Gould y Richter en A monograph of the Trochilidae, or family of humming-birds vol. 1, 1861.

### Descripción original
La especie P. bourcieri fue descrita por primera vez por el ornitólogo francés René Primevère Lesson en 1832 bajo el nombre científico Trochilus bourcieri; su localidad tipo es: «río Tapajós, Brasil».

### Etimología
El nombre genérico masculino «Phaethornis» se compone de las palabras del griego «phaethōn» que significa ‘sol’ y «ornis» que significa ‘pájaro’; y el nombre de la especie «bourcieri», conmemora al ornitólogo francés Jules Bourcier (1797–1873).

### Taxonomía
Ya fue colocada en un género Ametrornis. Algunos autores aceptan una subespecie adicional para las aves norteñas P. bourcieri whitelyi Boucard, 1891, pero las características distintivas corresponden a variaciones individuales que ocurren a lo largo de la distribución de la subespecie nominal y por lo tanto se la considera un sinónimo de ésta.
La subespecie P. bourcieri major, del sureste de la Amazonia brasileña, es separada como especie plena, el ermitaño ventrigrís Phaethornis major por Aves del Mundo (HBW) y Birdlife International (BLI) con base en las evidencias genéticas que demuestran que es más próxima a Phaethornis philippii y P. koepckeae, sumado a los caracteres morfológicos distintivos.

### Subespecies
Según las clasificaciones del Congreso Ornitológico Internacional (IOC)  y Clements Checklist/eBird  se reconocen dos subespecies, con su correspondiente distribución geográfica:
- Phaethornis bourcieri bourcieri (Lesson), 1832 – sureste de Colombia, este de Ecuador y noreste de Perú al este hasta el sur de Venezuela, Las Guayanas y Brasil al norte del río Amazonas, presumiblemente incluyendo la mayor parte de los estados de Amazonas y Acre.
- Phaethornis bourcieri major Hinkelmann, 1989 – centro oriente de Brasil al sur del Amazonas (margen oriental del bajo río Tapajós).